# Triisodon
Triisodon («tres dents iguals») és un gènere extint de mesonics triisodòntids que visqueren durant el Danià (Paleocè inferior) a Nord-amèrica, incloent-hi els Estats Units i Mèxic.